# Группа галактик M101
Группа галактик M101 (англ. M101 Group) — рассеянная группа галактик в созвездии Большой Медведицы. Группа названа по наиболее яркой галактике группы — галактике Вертушка (M101). Большинство остальных галактик группы являются спутниками M101. Сама группа входит в состав сверхскопления Девы.

## Представители группы
В таблице ниже представлены галактики, принадлежность которых группе была надёжно установлена и указана в Каталоге ближайших галактик, обзоре Fouque и др., каталоге Lyons Groups of Galaxies (LGG) и трёх списках групп, составленных Giuricin и др.
| Название                  | Тип         | R.A. (J2000)  | Dec. (J2000) | Скорость удаления (км/с) | Видимая звёздная величина |
| ------------------------- | ----------- | ------------- | ------------ | ------------------------ | ------------------------- |
| Галактика Вертушка (M101) | SAB(rs)cd   | 14ч 03м 12.6с | +54° 20′ 57″ | 241 ± 2                  | 8.3                       |
| NGC 5204                  | SA(s)m      | 13ч 29м 36.5с | +58° 25′ 07″ | 201 ± 1                  | 11.7                      |
| NGC 5474                  | SA(s)cd pec | 14ч 05м 01.6с | +53° 39′ 44″ | 273 ± 9                  | 11.3                      |
| NGC 5477                  | SA(s)m      | 14ч 05м 33.2с | +54° 27′ 39″ | 304 ± 5                  | 14.4                      |
| NGC 5585                  | SAB(s)d     | 14ч 19м 48.2с | +56° 43′ 45″ | 293 ± 2                  | 11.2                      |
| UGC 8837                  | IB(s)m      | 13ч 54м 45.8с | +53° 54′ 03″ | 144 ± 3                  | 13.8                      |
| UGC 9405                  | Im          | 14ч 35м 24.4с | +57° 15′ 19″ | 222 ± 6                  | 17                        |

Другими возможными представителями группы являются неправильные галактики NGC 5238 и UGC 8508.

## Ближайшие группы
Группа галактик M51, включающая галактику Водоворот и галактику Подсолнух, расположена к юго-востоку от группы M101, а группа галактик NGC 5866 находится на северо-западе. Расстояния до этих трёх групп (как было определено на основе расстояний до отдельных галактик) очень похожи, что свидетельствует в того, что данные группы входят в состав более крупной вытянутой структуры. Однако, большинство методов идентификации групп представляют эти группы как отдельные образования.